# Stephan Andersen
Stephan Maigaard Andersen (Kopenhagen, 26 november 1981) is een Deens profvoetballer die speelt als doelman. Hij verruilde in juli 2014 Real Betis voor FC Kopenhagen. Andersen debuteerde in 2004 in het Deens voetbalelftal.
Bondscoach Morten Olsen selecteerde Andersen voor zowel het WK 2010 als het EK 2012. Daarvoor speelde hij ook voor het Deens elftal onder 21.

## Go Ahead Eagles
In de winterstop van het seizoen 2013-2014 streek Andersen verrassend neer in Deventer, waar hij zich op huurbasis aansloot bij Go Ahead Eagles. De van Real Betis gehuurde international liet daarvoor een naar verluidt lucratieve overstap naar Turkije schieten. De gepromoveerde club zat door de plotselinge terugkeer van Eloy Room naar Vitesse en de blessure van Erik Cummins zonder ervaren doelman. Johan Hansma, de voormalig technisch directeur van sc Heerenveen, bracht de uitzichtloze situatie van de geroutineerde sluitpost onder de aandacht van de clubleiding van Go Ahead. Hij maakte zijn Eredivisie-debuut op 5 februari 2014 tegen RKC Waalwijk (2-2). Andersen speelde uiteindelijk dertien competitiewedstrijden voor Go Ahead Eagles.

## Carrièrestatistieken
| Seizoen                    | Club                     | Land       | Competitie       | Wed. | Goals |
| -------------------------- | ------------------------ | ---------- | ---------------- | ---- | ----- |
| 2000/01                    | Hvidovre IF              | Denemarken | 1. division      | 30   | 0     |
| 2001/02                    | Hvidovre IF              | Denemarken | 1. division      | 15   | 0     |
| 2002/03                    | Akademisk BK             | Denemarken | Superligaen      | 30   | 0     |
| 2003/04                    | Akademisk BK             | Denemarken | Superligaen      | 32   | 0     |
| 2004/05                    | Charlton Athletic FC     | Engeland   | Premier League   | 2    | 0     |
| 2005/06                    | Charlton Athletic FC     | Engeland   | Premier League   | 15   | 0     |
| 2006/07                    | Charlton Athletic FC     | Engeland   | Premier League   | 0    | 0     |
| 2006/07                    | Brøndby IF               | Denemarken | Superligaen      | 15   | 0     |
| 2007/08                    | Brøndby IF               | Denemarken | Superligaen      | 33   | 0     |
| 2008/09                    | Brøndby IF               | Denemarken | Superligaen      | 33   | 0     |
| 2009/10                    | Brøndby IF               | Denemarken | Superligaen      | 31   | 0     |
| 2010/11                    | Brøndby IF               | Denemarken | Superligaen      | 21   | 0     |
| 2011/12                    | Brøndby IF               | Denemarken | Superligaen      | 4    | 0     |
| 2011/12                    | Évian Thonon Gaillard FC | Frankrijk  | Ligue 1          | 30   | 0     |
| 2012/13                    | Évian Thonon Gaillard FC | Frankrijk  | Ligue 1          | 9    | 0     |
| 2013/14                    | Real Betis               | Spanje     | Primera División | 7    | 0     |
| 2013/14                    | → Go Ahead Eagles        | Nederland  | Eredivisie       | 13   | 0     |
| 2014/15                    | FC Kopenhagen            | Denemarken | Superligaen      | 33   | 0     |
| 2015/16                    | FC Kopenhagen            | Denemarken | Superligaen      | 17   | 0     |
| 2016/17                    | FC Kopenhagen            | Denemarken | Superligaen      | 3    | 0     |
| 2017/18                    | FC Kopenhagen            | Denemarken | Superligaen      | 0    | 0     |
| Totaal                     | Totaal                   | Totaal     | Totaal           | 359  | 0     |
| Bijgewerkt op 7 maart 2017 |                          |            |                  |      |       |

## Interlandcarrière

### Denemarken
| Interlands van Stephan Andersen voor Denemarken | Interlands van Stephan Andersen voor Denemarken | Interlands van Stephan Andersen voor Denemarken | Interlands van Stephan Andersen voor Denemarken | Interlands van Stephan Andersen voor Denemarken | Interlands van Stephan Andersen voor Denemarken | Interlands van Stephan Andersen voor Denemarken |
| №                                               | Datum                                           | Wedstrijd                                       | Uitslag                                         | Competitie                                      | Goals                                           |                                                 |
| Als speler van Akademisk BK                     | Als speler van Akademisk BK                     | Als speler van Akademisk BK                     | Als speler van Akademisk BK                     | Als speler van Akademisk BK                     | Als speler van Akademisk BK                     | Als speler van Akademisk BK                     |
| ----------------------------------------------- | ----------------------------------------------- | ----------------------------------------------- | ----------------------------------------------- | ----------------------------------------------- | ----------------------------------------------- | ----------------------------------------------- |
| 1.                                              | 31 maart 2004                                   | Spanje – Denemarken                             | 2 – 0                                           | Vriendschappelijk                               | 0                                               |                                                 |
| Als speler van Brøndby IF                       |                                                 |                                                 |                                                 |                                                 |                                                 |                                                 |
| 2.                                              | 6 september 2008                                | Hongarije – Denemarken                          | 0 – 0                                           | Kwalificatie WK 2010                            | 0                                               |                                                 |
| 3.                                              | 10 september 2008                               | Portugal – Denemarken                           | 2 – 3                                           | Kwalificatie WK 2010                            | 0                                               |                                                 |
| 4.                                              | 12 augustus 2009                                | Denemarken – Chili                              | 1 – 2                                           | Vriendschappelijk                               | 0                                               |                                                 |
| 5.                                              | 5 september 2009                                | Denemarken – Portugal                           | 1 – 1                                           | Kwalificatie WK 2010                            | 0                                               |                                                 |
| 6.                                              | 1 juni 2010                                     | Australië – Denemarken                          | 1 – 0                                           | Vriendschappelijk                               | 0                                               |                                                 |
| 7.                                              | 5 juni 2010                                     | Zuid-Afrika – Denemarken                        | 1 – 0                                           | Vriendschappelijk                               | 0                                               |                                                 |
| 8.                                              | 29 maart 2011                                   | Slowakije – Denemarken                          | 1 – 2                                           | Vriendschappelijk                               | 0                                               |                                                 |
| Als speler van Évian Thonon Gaillard FC         |                                                 |                                                 |                                                 |                                                 |                                                 |                                                 |
| 9.                                              | 26 mei 2012                                     | Brazilië – Denemarken                           | 3 – 1                                           | Vriendschappelijk                               | 0                                               |                                                 |
| 10.                                             | 2 juni 2012                                     | Denemarken – Australië                          | 2 – 0                                           | Vriendschappelijk                               | 0                                               |                                                 |
| 11.                                             | 9 juni 2012                                     | Denemarken – Nederland                          | 1 – 0                                           | EK 2012                                         | 0                                               |                                                 |
| 12.                                             | 13 juni 2012                                    | Denemarken – Portugal                           | 2 – 3                                           | EK 2012                                         | 0                                               |                                                 |
| 13.                                             | 17 juni 2012                                    | Denemarken – Duitsland                          | 1 – 2                                           | EK 2012                                         | 0                                               |                                                 |
| 14.                                             | 15 augustus 2012                                | Denemarken – Slowakije                          | 1 – 3                                           | Vriendschappelijk                               | 0                                               |                                                 |
| 15.                                             | 8 september 2012                                | Denemarken – Tsjechië                           | 0 – 0                                           | Kwalificatie WK 2014                            | 0                                               |                                                 |
| 16.                                             | 12 oktober 2012                                 | Bulgarije – Denemarken                          | 1 – 1                                           | Kwalificatie WK 2014                            | 0                                               |                                                 |
| 17.                                             | 16 oktober 2012                                 | Italië - Denemarken                             | 3 – 1                                           | Kwalificatie WK 2014                            | 0                                               |                                                 |
| 18.                                             | 14 november 2012                                | Turkije – Denemarken                            | 1 – 1                                           | Vriendschappelijk                               | 0                                               |                                                 |
| 19.                                             | 22 maart 2013                                   | Tsjechië – Denemarken                           | 0 – 3                                           | Kwalificatie WK 2014                            | 0                                               |                                                 |
| 20.                                             | 26 maart 2013                                   | Denemarken – Bulgarije                          | 1 – 1                                           | Kwalificatie WK 2014                            | 0                                               |                                                 |
| 21.                                             | 5 juni 2013                                     | Denemarken – Georgië                            | 2 – 1                                           | Vriendschappelijk                               | 0                                               |                                                 |
| 22.                                             | 11 juni 2013                                    | Denemarken – Armenië                            | 0 – 4                                           | Kwalificatie WK 2014                            | 0                                               |                                                 |
| Als speler van Real Betis                       |                                                 |                                                 |                                                 |                                                 |                                                 |                                                 |
| 23.                                             | 14 augustus 2013                                | Polen – Denemarken                              | 3 – 2                                           | Vriendschappelijk                               | 0                                               |                                                 |
| 24.                                             | 6 september 2013                                | Malta – Denemarken                              | 1 – 2                                           | Kwalificatie WK 2014                            | 0                                               |                                                 |
| 25.                                             | 10 september 2013                               | Armenië – Denemarken                            | 0 – 1                                           | Kwalificatie WK 2014                            | 0                                               |                                                 |
| 26.                                             | 11 november 2013                                | Denemarken – Italië                             | 2 – 2                                           | Kwalificatie WK 2014                            | 0                                               |                                                 |
| 27.                                             | 15 november 2013                                | Denemarken – Noorwegen                          | 2 – 1                                           | Vriendschappelijk                               | 0                                               |                                                 |
| Als speler van Go Ahead Eagles                  |                                                 |                                                 |                                                 |                                                 |                                                 |                                                 |
| 28.                                             | 22 mei 2014                                     | Hongarije – Denemarken                          | 2 – 2                                           | Vriendschappelijk                               | 0                                               |                                                 |
| Als speler van FC Kopenhagen                    |                                                 |                                                 |                                                 |                                                 |                                                 |                                                 |
| 29.                                             | 18 november 2014                                | Roemenië – Denemarken                           | 2 – 0                                           | Vriendschappelijk                               | 0                                               |                                                 |
| 30.                                             | 25 maart 2015                                   | Denemarken – Verenigde Staten                   | 3 – 2                                           | Vriendschappelijk                               | 0                                               |                                                 |

Bijgewerkt op 26 april 2016.

## Erelijst

### MetBrøndby IF
| Nationaal                   |    |      |
| Winnaar Deense voetbalbeker | 1x | 2008 |
| Winnaar Royal League        | 1x | 2007 |